# サミュエル・フェリス
サミュエル・フェリス（Samuel "Sam" Ferris、1900年8月29日 - 1980年3月21日）は、イギリスの陸上競技選手。1932年ロサンゼルスオリンピックの銀メダリストである。

## 経歴
フェリスはアイルランド北部（のちの北アイルランド）ダウン県出身で、幼いころ母を亡くし、一度スコットランドのグラスゴーに転居するが、すぐにダウン郡に戻ってきた。彼は走ることが好きで、ジュニアの時代から多くのタイトルを獲得してきた。
18歳のとき空軍に入隊。インドに派遣される。除隊後、故郷のダウン郡に戻ると再び競技に復帰。かつての力が戻るのにそれほど時間はかからず、多くの地元のレースで勝利した。 
1923年12月、再び空軍に復帰したフェリスはロンドン近郊のアクスブリッジに配属される。彼はここでクロスカントリーに取り組むこととなった。この競技では3位という成績しか残せなかったが、レースを見ていたクラブのコーチは、フェリスには長距離の能力があることを見抜き、クラブに勧誘。フェリスは入会し以後現役の間、同じクラブで過ごすこととなる。 
フェリスは、1924年パリオリンピックのマラソン英国代表選考レースでマラソンデビューを果たす。80人が出場したこのレース、37km地点で、フェリスのほか、ダンカン・ライト、ジャック・マッケナの3人の争いに絞られた。3位を走っていたフェリスであったが、39kmでマッケナが脱落し、2位に浮上。しかし、レースはそのままライトが2時間53分47秒で優勝。フェリスは45秒遅れで2位となり、ライト、マッケナとともにオリンピック代表に選ばれた。
パリのコースは、大部分が丸石を敷き詰めたようなコースで、途中棄権したことのないライトが棄権するようなタフなレースとなった。レースはフィンランドのアルビン・ステンロースが2時間41分22秒で金メダルを獲得。フェリスは、23km地点で30位、35km地点で9位と徐々に順位を上げ、ステンロースから約11分遅れの5位でゴールした。フェリスは、1928年アムステルダムオリンピックにも出場し、2時間37分41秒で8位という結果を残している。
さらに、フェリスは、4年後のロサンゼルスオリンピックにも出場を果たす。レースが始まる前、英国代表のフェリスと、ライトはコースについて何も説明を受けていなかった。フェリスは一度だけコースの下見を行っただけであった。対照的に、この大会で金メダルを獲得したアルゼンチンのファン＝カルロス・サバラは詳細にこのコースでトレーニングし、理解していた。
レース前、フェリスとライトにランニングベストが渡されたが、このベストのサイズが非常に大きいサイズであった。このベストを着て走るのに非常にいやな予感がした。ライトは断固着用を拒否し、彼の持っていたスコットランドのベストを着用して走ることとした。フェリスは45センチも短くしてレースに出ることとした。ところが、これがレース中災難を被ることとなった。
レースの途中、風が吹くとベストがめくり上がり背中が腎臓くらいの位置まであらわになることで寒気を感じていた。フェリスは何度も立ち止まってベストの位置を調整。ゼッケンを止めていた安全ピンで固定した。このような状況にもかかわらず、トップのサバラが見える位置まで追い上げてきた。
フェリスのスタッフは、彼をリタイアさせようとした。しかし、フェリスは、サバラの調子がよいと見え、マイペースで銀メダルを目指すこととした。ところが実際のところ、サバラの方がリタイア寸前であった。もし、フェリスが全力を出していたら金メダルを獲得していたかもしれないレースであった。結局、フェリスは2時間31分55秒で、サバラに遅れること19秒、両者とも五輪最高記録であった。
このほか、フェリスは、ポリテクニックマラソンで8回の優勝、第1回大英帝国競技大会（コモンウェルスゲームズ）銀メダルなど数々の記録を残している。